# ウォルター・ヒル
ウォルター・ヒル（Walter Hill、1942年1月10日 - ）は、アメリカ合衆国の映画監督、脚本家、映画プロデューサー。カリフォルニア州ロングビーチ出身。

## 人物
助監督として『華麗なる賭け』（1968年）、『泥棒野郎』（1969年）等についた後、脚本家に転向し、『殺人者にラブ・ソングを』『ゲッタウェイ』（1972年）、『マッキントッシュの男』（1973年）、『ハーパー探偵シリーズ/新・動く標的』（1975年）に参加する。
1975年、チャールズ・ブロンソン主演『ストリートファイター』で監督デビュー。以来、『ザ・ドライバー』『ウォリアーズ』『ストリート・オブ・ファイヤー』など、主に男性向けのハードアクション作品を発表。
一方、ウェスタン『ロング・ライダーズ』がカンヌ映画祭の正式出品に選出され、世界的にも注目されるようになる。
『48時間』でアクション・コメディのセンスも披露した。
また、『エイリアン』シリーズでは製作として参加している。

## 主な作品

### 監督
- ストリートファイター Hard Times（1975）脚本も
- ザ・ドライバー The Driver（1978）脚本も
- ウォリアーズ The Warriors（1979）脚本も
- ロング・ライダーズ The Long Riders（1980）
- サザン・コンフォート/ブラボー小隊 恐怖の脱出 Southern Comfort（1981）脚本も
- 48時間 48 Hrs. (1982) 脚本も
- ストリート・オブ・ファイヤー Streets of Fire（1984）脚本も
- マイナー・ブラザーズ 史上最大の賭け Brewster's Millions（1985）
- クロスロード Crossroads（1986）
- ダブルボーダー Extreme Prejudice（1987）
- レッドブル Red Heat（1988）脚本・原案・製作も
- ジョニー・ハンサム Johnny Handsome（1989）
- 48時間PART2/帰って来たふたり Another 48 Hrs.（1990）
- トレスパス Trespass（1992）
- ジェロニモ Geronimo: An American Legend（1993）製作も
- ワイルド・ビル Wild Bill（1995）製作も
- ラストマン・スタンディング Last Man Standing（1996）脚本・製作も
- クロニクル　倒錯科学研究所　CASE 1 Perversions of Science ep. Dream of Doom（1997／TVシリーズ／1エピソードのみ）DVDスルー
- スーパーノヴァ　Supernova（2000）（Thomas Lee名義）
- デッドロック Undisputed（2002）脚本・製作も
- デッドウッド 〜銃とSEXとワイルドタウン Deadwood（2004）テレビシリーズ シーズン1第1話「無法地帯」
- ブロークン・トレイル 遥かなる旅路 Broken Trail（2006）テレビ映画、製作も
- バレット Bullet to the Head（2012）
- レディ・ガイ The Assignment（2016）脚本・原案も

### 監督以外
- 殺人者にラブ・ソングを Hickey & Boggs（1972）脚本
- ゲッタウェイ The Getaway（1972）脚本
- マッキントッシュの男 The Mackintosh Man（1973）脚本
- おかしなおかしな大泥棒 The Thief Who Came to Dinner（1973）脚本
- メサイア・オブ・デッド Messiah of Evil（1973）出演（DVDスルー、2005年発売）
- エイリアン Alien（1979）製作
- エイリアン2 Aliens（1986）原案・製作総指揮
- ブルー・シティ/非情の街 Blue City（1986）脚本・製作
- エイリアン3 Alien 3（1992）製作・脚本
- ゲッタウェイ The Getaway（1994）脚本
- ボーデロ・オブ・ブラッド/血まみれの売春宿 Bordello of Blood（1996）- 製作総指揮
- エイリアン4 Alien Resurrection（1997）製作
- エイリアンVSプレデター Alien vs Predator（2004）製作
- AVP2 エイリアンズVS.プレデター Aliens vs. Predator: Requiem（2007）製作
- プロメテウス Prometheus（2012）製作
- エイリアン: コヴェナント Alien: Covenant（2017）製作
- エイリアン:ロムルス Alien: Romulus（2024）製作